# Дельта Телестар Габон Телеком
«Дельта Телестар» — габонский футбольный клуб из города Либревиль. Выступает в Чемпионате Габона. Клуб основан в 2002 году, домашние матчи проводит на стадионе Стадион Омар Бонго, вмещающем 45 000 зрителей. «Дельта Телестар» ни разу не выигрывал Чемпионат Габона. Клуб 1 раз побеждал в Кубке Габона в 2006 году, также он смог выиграть Клубный Кубок УНИФФАК в 2005 году, обыграв в финале Полис.

## Достижения
- Клубный Кубок УНИФФАК:
  - Победитель (1): 2005.
- Кубок Габона:
  - Победитель (1): 2006.

## Известные игроки
- Дестин Макита Папу
- Голер Руди Бебей-Ндей